# Gozewijn Comhaer
Gozewijn Comhaer OCart (* um 1375 in Deventer, Burgundische Niederlande; † 20. Juli 1447 in La Grande Chartreuse, Saint-Pierre-de-Chartreuse, Königreich Frankreich) war ein niederländischer Geistlicher und Bischof in Island. 
Comhaer war Sohn eines Goldschmieds Gerrit Gozewijnzn, der Bürger in Deventer war. 1400 wurde dieser Münzmeister von Erik VII. von Dänemark.
Gozewijn Comhaer besuchte wahrscheinlich die Lateinschule in Deventer. Er wollte in die Windesheimer Kongregation eintreten, wurde aber ablehnt. 1400 trat er in das Kartäuserkloster Zelem bei Halen ein. 1407 wurde er Prior des Klosters. Sieben Jahre später wechselte er zur Grande Chartreuse bei Grenoble. Er reiste im Auftrag des Ordens durch Norddeutschland und Dänemark. Vor 1418 kam er nach Dänemark und traf durch Vermittlung seines Vaters Erik VII. von Dänemark. Er wurde Beichtvater des Königs und war 1427 Gesandter des Königs in Preußen. Im Jahr 1428 wurde er zum Prior eines neuen Kartäuserklosters ernannt; es war in den heruntergekommenen Anlagen der beiden Klöster Unserer Lieben Frau in Randers und in Glenstrup gegründet worden. Das Kloster wurde jedoch schon nach zehn Jahren von den Kartäusern wieder aufgegeben.
Gozewijn wurde 1435 oder 1437 vom König zum Bischof von Skálholt in Island ernannt. König Heinrich VI. von England erlaubte Comhaer und seiner Eskorte am 24. November 1436 nach Island zu reisen und sich unter anderem mit Textilien und Proviant einzudecken.
Zwei Jahre später fungierte er als Bischof für das ganze Land, denn der neue Bischof von Hólar, der anderen Diözese von Island, war nicht in Island angekommen. Gozewijn kam 1437 in Island an und hielt 1439 in Hólar eine Synode für ganz Island ab. Er verließ Island im Herbst 1440 und kehrte 1442 zurück. Er muss viel durch das Land gereist sein. Ende 1444 reiste er über England und Holland zur Grande Chartreuse, wo er 1447 starb.
Während Comhaers Zeit als Bischof begannen die Niederländer mit Island Handel zu treiben.
Von seinem Namen leitet sich der isländische männliche Vorname Gottsvin (Gottsveinn, Guðsveinn) ab.